# San José (Fray Mamerto Esquiú)
San José é um município localizada na província de Catamarca, na Argentina. É a capital do departamento Fray Mamerto Esquiú.